# 코럴 브라운

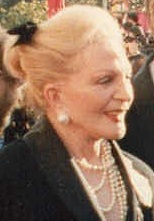

코럴 브라운(Coral Browne, 1913년 7월 23일 ~ 1991년 5월 29일)는 미국의 연극 배우, 영화배우, 텔레비전 배우, 성우이다.
멜버른에서 태어났으며 로스앤젤레스에서 사망하였다. 사인은 암이다. 할리우드 포에버 공동묘지에 매장되었다.

## 영화
- 아메리칸 드리머 (1984년)
- 제너두 (1980년)
- 명탐정 하퍼 2 (1975년)
- 피의 극장 (1973년)
- 지배 계급 (1972년)
- 라일라 클레어의 전설 (1968년)
- 조지 수녀의 살해 (1968년) - 머시 크로프트 역
- 바르샤바의 밤 (1967년)
- 로마의 애수 (1961년)
- 앤티 맘 (1958년)